# نيك أومالي
نيك أومالي (بالإنجليزية: Nick O'Malley)‏ هو عازف قيثارة بريطاني، ولد في 5 يوليو 1985 في شفيلد في المملكة المتحدة.

## وصلات خارجية
- الموقع الرسمي
- نيك أومالي على موقع ميوزك برينز (الإنجليزية)
- نيك أومالي على موقع أول ميوزيك (الإنجليزية)
- نيك أومالي على موقع أول ميوزيك (الإنجليزية)
- نيك أومالي على موقع ديسكوغز (الإنجليزية)